# Gỗ đàn hương

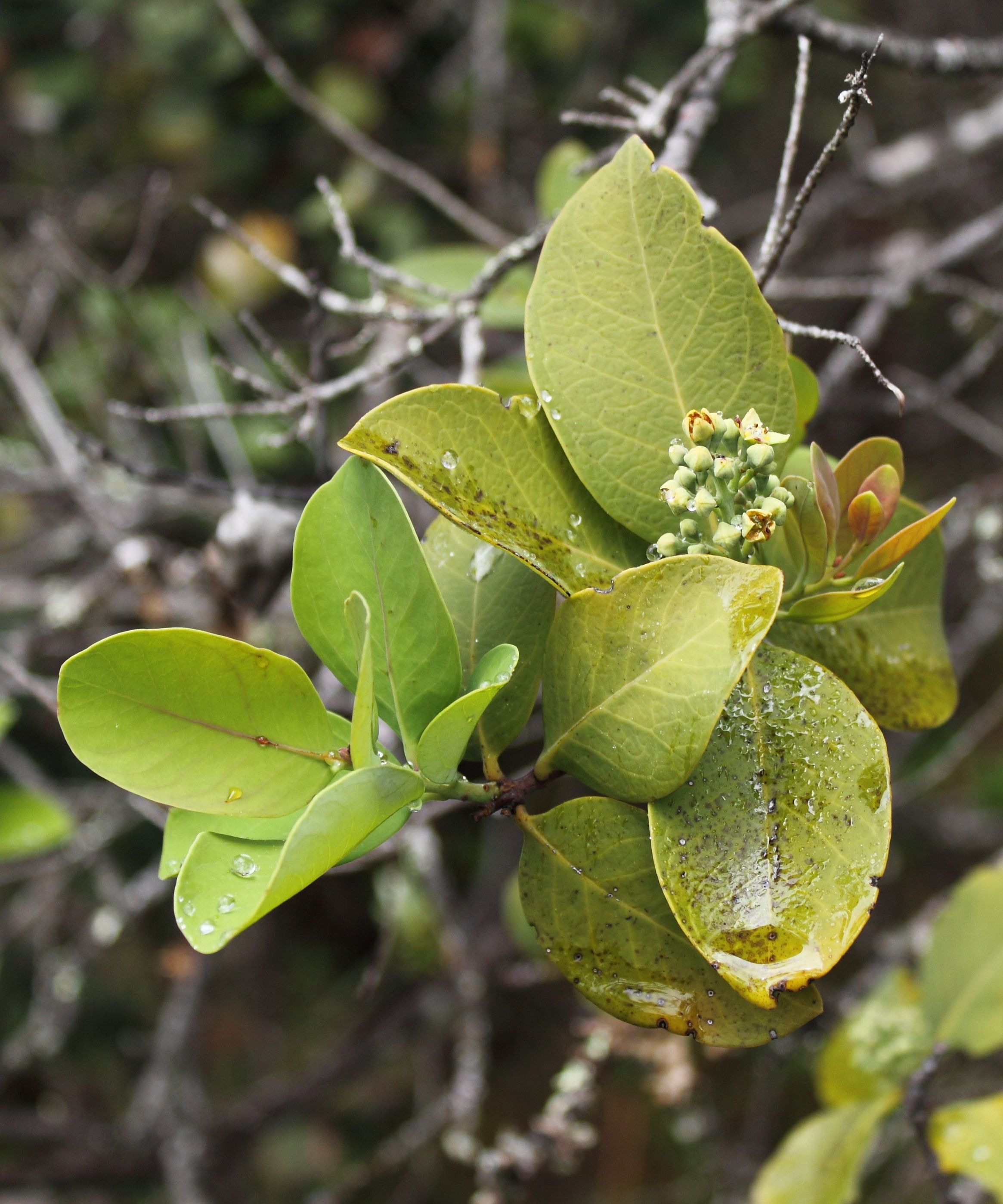
Santalum paniculatum (ʻiliahi), Hawaiʻ i)

Gỗ đàn hương là một loại gỗ từ cây trong chi Santalum. Gỗ nặng, vàng và hạt mịn, và không giống như nhiều loại gỗ thơm khác, chúng giữ được hương thơm của chúng trong nhiều thập kỷ. Dầu gỗ đàn hương được chiết xuất từ gỗ để sử dụng. Gỗ đàn hương là loại gỗ đắt thứ hai trên thế giới, sau gỗ đen châu Phi.  Cả gỗ và dầu đều tạo ra một mùi thơm đặc biệt được đánh giá cao trong nhiều thế kỷ. Do đó, các loài cây phát triển chậm này đã bị thu hoạch quá mức trong thế kỷ qua.

## Gỗ đàn hương thật

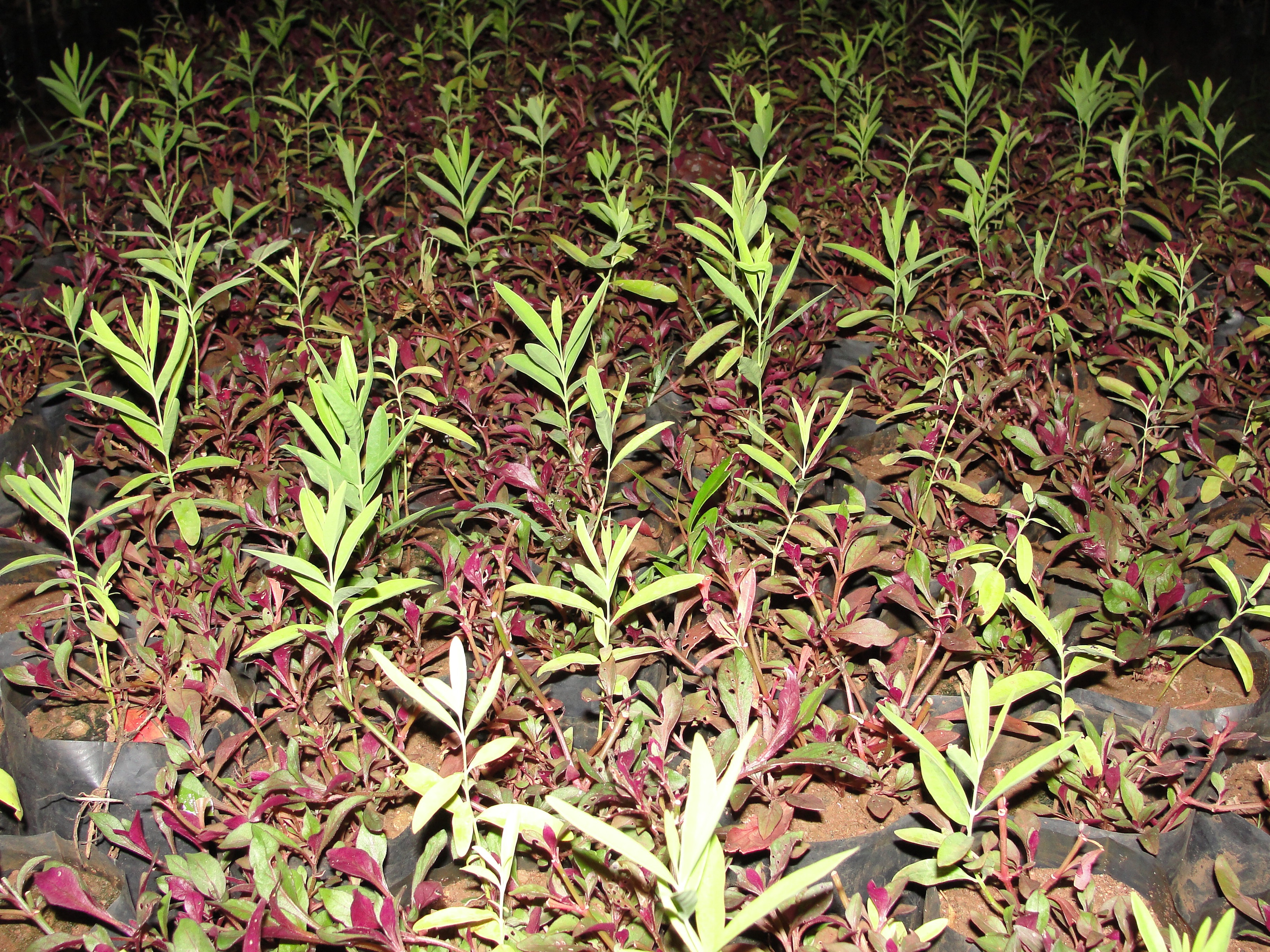
Cận cảnh cây non sandal

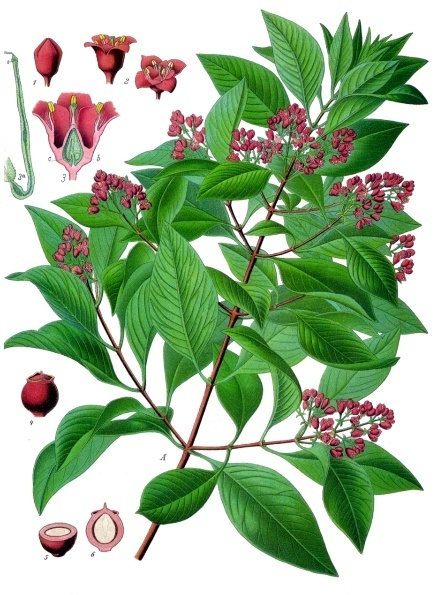
Album Santalum

Gỗ đàn hương là cây hemiparait cỡ trung bình, và là một phần của cùng họ thực vật với cây tầm gửi châu Âu. Các thành viên đáng chú ý của nhóm này là gỗ đàn hương Ấn Độ (album Santalum) và gỗ đàn hương Úc (Santalum spicatum); những người khác trong chi cũng có gỗ thơm. Chúng được tìm thấy ở Ấn Độ, Nepal, Bangladesh, Pakistan, Sri Lanka, Úc, Indonesia, Hawaii và các đảo Thái Bình Dương khác.
- S. album là một loài bị đe dọa. Bản địa của chúng ở Nam Ấn Độ, và phát triển ở Western Ghats và một vài dãy núi khác như Kalrayan và Shevaroy Hills. Mặc dù cây gỗ đàn hương ở Ấn Độ, Pakistan và Nepal thuộc sở hữu của chính phủ và việc thu hoạch chúng bị kiểm soát, nhiều cây bị chặt hạ trái phép. Giá dầu gỗ đàn hương đã tăng lên 2.000 đô la mỗi kg gần đây. Sanders đỏ là loài đặc hữu ở các dãy đồi Seshachalam, Veliganda, Lankamala và Palakonda, phân bố ở các huyện Kadapa, Chittoor, và Kurnool ở vùng Rayalaseema và một phần của Nellore và Prakasam ở Andhra Pradesh, Mysore thuộc bang Karnat rừng marayoor ở Kerala, miền nam Ấn Độ, có chất lượng cao. Các đồn điền mới được tạo ra với sự viện trợ quốc tế ở Tamil Nadu để khai thác kinh tế. Ở Kununurra ở Tây Úc, gỗ đàn hương Ấn Độ được trồng trên quy mô lớn. Loài này là nguồn gỗ đàn hương chính được sử dụng trong sản xuất dầu thương mại và không nên nhầm lẫn với Gỗ đàn hương Tây Ấn, Amyris balsamifera.
- S. ellipticum, S. freycinetianum và S. paniculatum, gỗ đàn hương Hawaii (ʻ iliahi), cũng được sử dụng và được coi là chất lượng cao. Ba loài này đã được khai thác từ năm 1790 đến 1825 trước khi hết nguồn cung cấp cây (một loài thứ tư, S. haleakalae, chỉ xuất hiện ở các khu vực dưới nước và không bao giờ được xuất khẩu). Mặc dù S. freycinetianum và S. paniculatum tương đối phổ biến ngày nay, chúng vẫn chưa lấy lại được sự phong phú hoặc kích thước trước đây và S. ellipticum vẫn còn hiếm.[2][3]
- S. spicatum được sử dụng bởi các nhà hương liệu và nước hoa. Nồng độ dầu khác biệt đáng kể so với các loài Santalum khác. Vào những năm 1840, gỗ đàn hương là nguồn thu xuất khẩu lớn nhất của Tây Úc. Dầu được chưng cất lần đầu tiên vào năm 1875 và đến đầu thế kỷ 20, việc sản xuất dầu gỗ đàn hương của Úc không liên tục. Tuy nhiên, vào cuối những năm 1990, dầu gỗ đàn hương Tây Úc đã hồi sinh và đến năm 2009 đã đạt đỉnh hơn 20.000 kg (44.000 lb) mỗi năm - phần lớn trong số đó đã đi vào các ngành công nghiệp nước hoa ở châu Âu. Mặc dù tổng sản lượng đã giảm, nhưng đến năm 2011, một tỷ lệ đáng kể sản xuất của nó đã hướng đến ngành công nghiệp thuốc lá nhai ở Ấn Độ cùng với gỗ đàn hương Ấn Độ - thị trường thuốc lá nhai là thị trường lớn nhất cho cả hai loại dầu trong năm 2012.
- Các loài khác: Về mặt thương mại, nhiều loài khác, không thuộc loài Santalum, cũng được sử dụng làm gỗ đàn hương.
- Adenanthera pavonina - cây gỗ đàn hương, gỗ đàn hương đỏ hoặc giả
- Baphia nitida - gỗ cam, còn được gọi là gỗ đàn hương châu Phi
- Eremophila mitchellii - gỗ đàn hương; gỗ đàn hương giả (cũng là sandalbox)
- Myoporum platycarpum - gỗ đàn hương; gỗ đàn hương giả
- Myoporum sandwicense - gỗ đàn hương khốn, gỗ đàn hương giả
- Osyris lanceolata - gỗ đàn hương châu Phi
- Osyris tenuifolia - gỗ đàn hương Đông Phi

## Sản phẩm

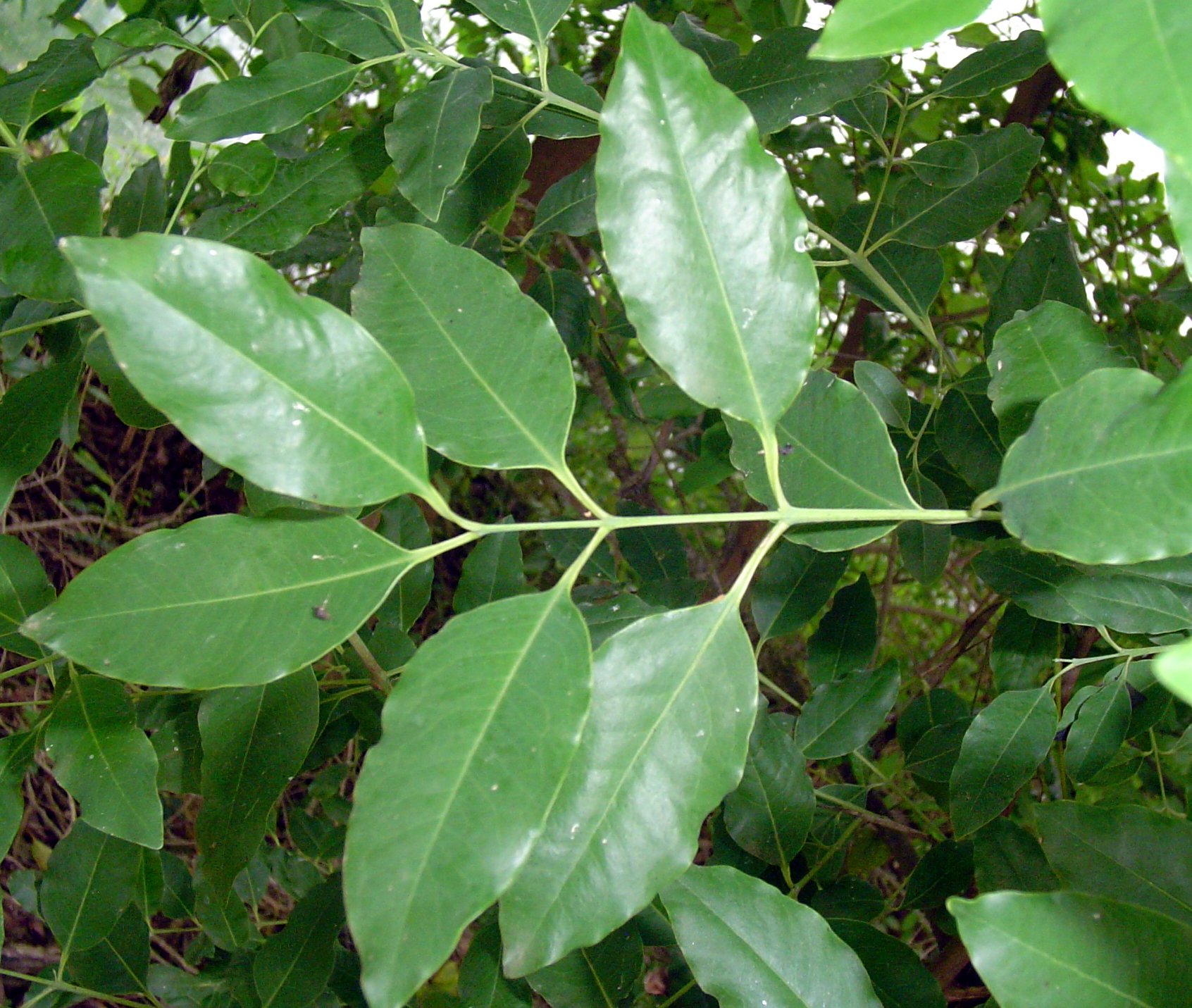
Lá đàn hương

Sản phẩm gỗ đàn hương có giá trị thương mại với hàm lượng tinh dầu cao đòi hỏi cây Santalum phải tối thiểu 15 tuổi (S. album) ở độ tuổi mà chúng sẽ được khai thác ở Tây Úc - năng suất, chất lượng và khối lượng vẫn phải được hiểu rõ. Năng suất dầu có xu hướng thay đổi tùy theo tuổi và vị trí của cây; thông thường, những cây già hơn cho năng suất và chất lượng dầu cao nhất. Úc có khả năng sẽ là nhà sản xuất album S. lớn nhất vào năm 2018, phần lớn được trồng xung quanh Kununurra, Tây Úc. Gỗ đàn hương Tây Úc cũng được trồng trong các đồn điền ở khu vực trồng truyền thống của nó ở vùng lúa mì phía đông Perth, nơi có hơn 15.000 ha (37.000 mẫu Anh) đang ở trong các đồn điền. Hiện tại, gỗ đàn hương Tây Úc chỉ được khai thác tự nhiên và có thể đạt tới 16.000 đô la Úc / tấn, điều này đã gây ra một giao dịch bất hợp pháp đang gia tăng được cho là trị giá 2,5 triệu đô la Úc vào năm 2012.
Gỗ đàn hương đắt tiền so với các loại gỗ khác, vì vậy để tối đa hóa lợi nhuận, gỗ đàn hương được khai thác bằng cách loại bỏ toàn bộ cây thay vì cưa xuống ở thân cây gần mặt đất. Bằng cách này, gỗ từ rễ và gốc, sở hữu lượng dầu gỗ đàn hương cao, cũng có thể được chế biến và bán.

## Công dụng

### Hương thơm

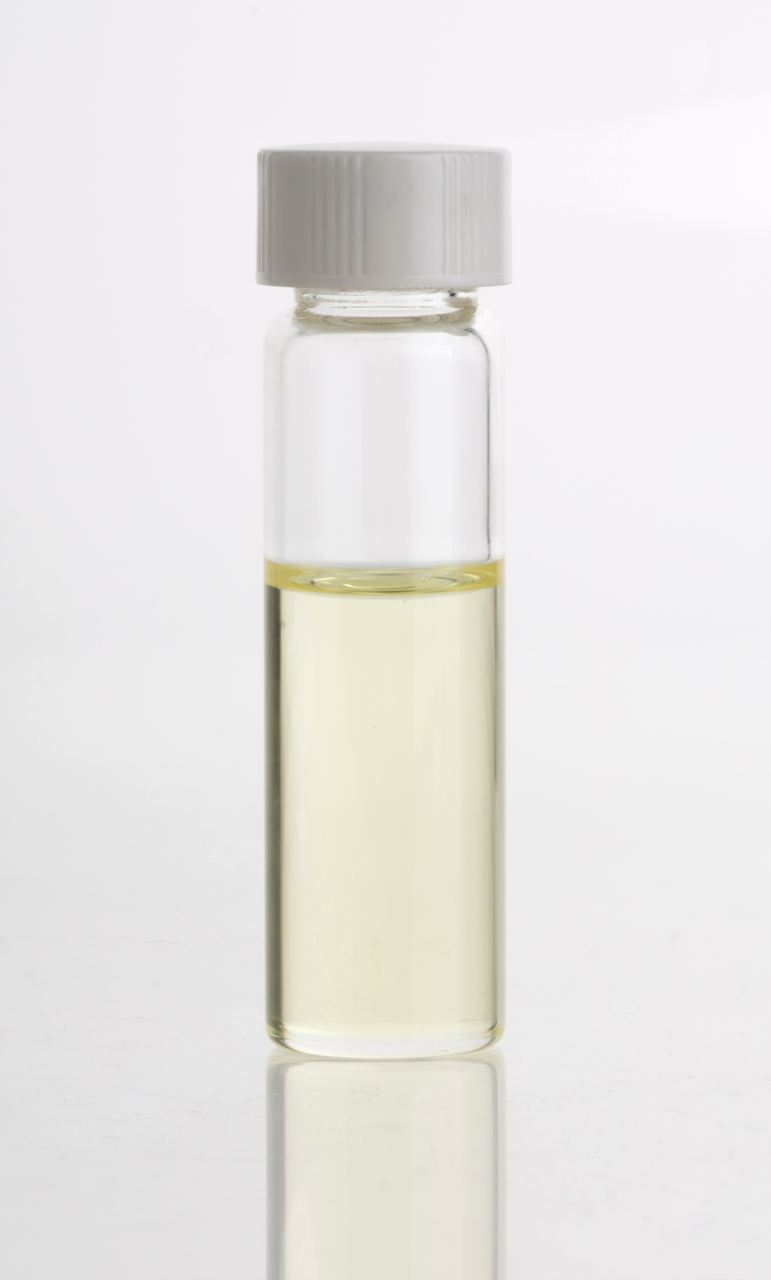
Tinh dầu gỗ đàn hương (S. album)

Dầu gỗ đàn hương có mùi thơm đặc biệt mềm mại, ấm áp, mịn màng, kem và màu trắng sữa. Nó cung cấp một cơ sở lâu dài, gỗ cho nước hoa từ các gia đình phương Đông, gỗ, fougère và chypre, cũng như một cố định cho nước hoa và cam quýt. Khi được sử dụng với tỷ lệ nhỏ hơn trong nước hoa, nó hoạt động như một chất cố định, tăng cường tuổi thọ của các vật liệu khác, dễ bay hơi hơn trong hỗn hợp. Gỗ đàn hương cũng là một thành phần quan trọng trong họ nước hoa "floriental" (hoa- hổ phách) - khi kết hợp với các loài hoa trắng như hoa nhài, ylang ylang, gardenia, Plumeria, hoa cam, hoa huệ, v.v.
Dầu gỗ đàn hương ở Ấn Độ được sử dụng rộng rãi trong ngành công nghiệp mỹ phẩm. Nguồn chính của gỗ đàn hương thực sự, S. album, là một loài được bảo vệ và nhu cầu về nó không thể được đáp ứng. Nhiều loài thực vật được giao dịch là "gỗ đàn hương". Chi Santalum có hơn 19 loài. Thương nhân thường chấp nhận dầu từ các loài liên quan chặt chẽ, cũng như từ các nhà máy không liên quan như gỗ đàn hương Tây Ấn Độ (Amyris balsamifera) thuộc họ Rutaceae hoặc khốn gỗ đàn hương (Myoporum sandwicense, Myoporaceae). Tuy nhiên, hầu hết các loại gỗ từ các nguồn thay thế này đều mất mùi thơm trong vòng vài tháng hoặc vài năm.
Isobornyl cyclohexanol là một hóa chất hương thơm tổng hợp được sản xuất như là một thay thế cho sản phẩm tự nhiên.
Thành phần chính của gỗ đàn hương là hai chất đồng phân của santalol (khoảng 75%). Nó được sử dụng trong liệu pháp mùi hương và để chuẩn bị xà phòng.

### Công nghệ
Do có huỳnh quang thấp và chỉ số khúc xạ tối ưu, dầu gỗ đàn hương thường được sử dụng làm dầu ngâm trong kính hiển vi tia cực tím và huỳnh quang.

### Thức ăn

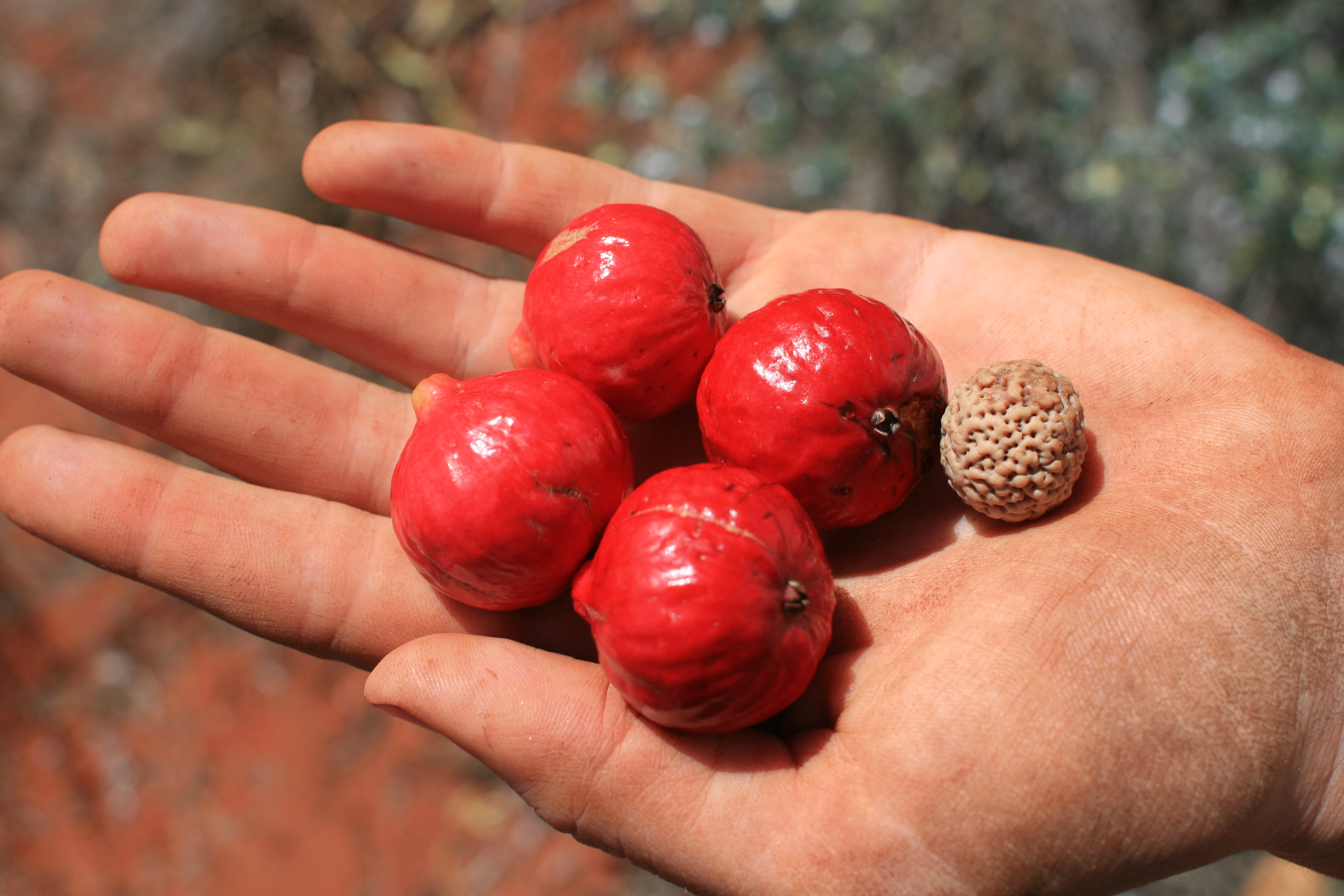
Quả quandong

Thổ dân Úc ăn hạt giống, các loại hạt và trái cây của gỗ đàn hương địa phương, chẳng hạn như quandong (S. acuminatum). Người châu Âu thời kỳ đầu ở Úc đã sử dụng quandong trong hấp cách thủy bằng cách truyền nó với lá của nó, và trong việc làm mứt, bánh nướng và tương ớt từ trái cây. Ở Scandinavia, vỏ cây nghiền từ gỗ đàn hương đỏ (Pterocarpus Soyauxii) được sử dụng - với các loại gia vị nhiệt đới khác - khi ướp cá cơm và một số loại cá trích ngâm như matjes, sprat và một số loại spegesild truyền thống, tạo ra màu đỏ.
Các đầu bếp ngày nay đã bắt đầu thử nghiệm sử dụng hạt thay thế cho hạt macadamia hoặc thực phẩm thay thế cho hạnh nhân, quả phỉ và các loại khác trong ẩm thực theo phong cách Đông Nam Á. Dầu cũng được sử dụng như một thành phần hương vị trong các mặt hàng thực phẩm khác nhau, bao gồm kẹo, kem, thực phẩm nướng, bánh pudding, đồ uống có cồn và không cồn, và gelatin. Hương liệu được sử dụng ở mức dưới 10 ppm, mức cao nhất có thể để sử dụng trong các sản phẩm thực phẩm là 90 ppm.

## Chưng cất
Gỗ đàn hương phải được chưng cất để có thể chiết xuất dầu từ bên trong. Nhiều phương pháp khác nhau được sử dụng, bao gồm chưng cất hơi nước, chưng cất nước, chiết xuất CO 2 và chiết xuất dung môi. Chưng cất hơi nước là phương pháp phổ biến nhất được sử dụng bởi các công ty gỗ đàn hương. Nó xảy ra trong một quá trình gồm bốn bước, kết hợp đun sôi, hấp, ngưng tụ và tách. Nước được làm nóng đến nhiệt độ cao (140-212 °F) và sau đó được đưa qua gỗ. Dầu được liên kết rất chặt chẽ trong cấu trúc tế bào của gỗ, do đó nhiệt độ cao của hơi nước làm cho dầu được giải phóng. Hỗn hợp hơi và dầu sau đó được làm lạnh và tách ra để có thể thu được tinh dầu. Quá trình này dài hơn nhiều so với bất kỳ quá trình chưng cất tinh dầu nào khác, mất 14 đến 36 giờ để hoàn thành, nhưng thường tạo ra dầu chất lượng cao hơn nhiều. Nước, hay thủy điện, chưng cất là phương pháp khai thác gỗ đàn hương truyền thống hơn bao gồm ngâm gỗ trong nước và sau đó đun sôi cho đến khi dầu được giải phóng. Phương pháp này không còn được sử dụng nhiều nữa vì chi phí và thời gian cao liên quan đến việc làm nóng lượng nước lớn.

## Tôn giáo

### Ấn Độ giáo

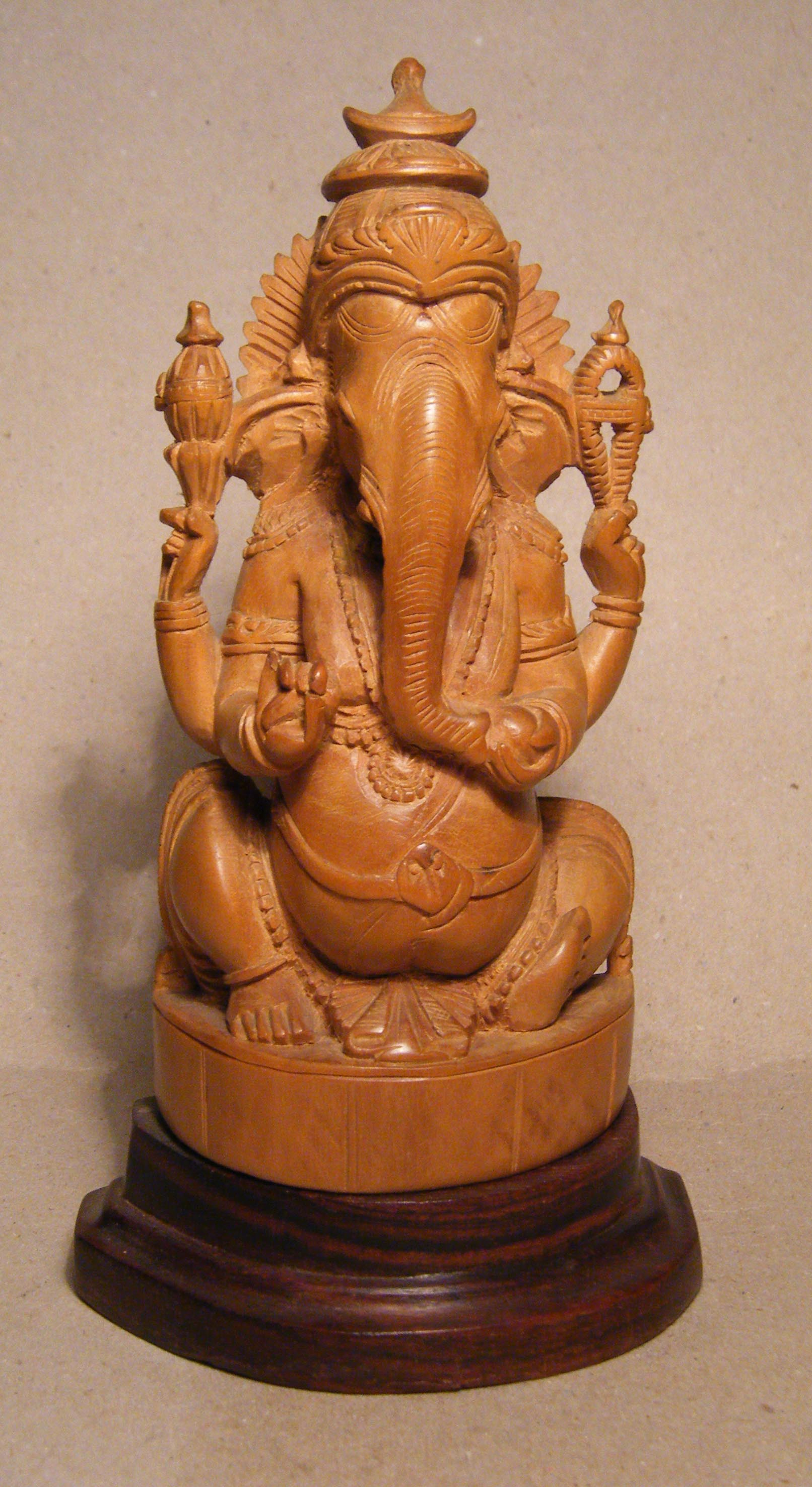
Gỗ đàn hương chạm khắc tượng chúa Ganesha

Gỗ đàn hương Ấn Độ rất linh thiêng trong Ấn Độ giáo Ayurveda và được biết đến trong tiếng Phạn là vhandana.  Gỗ được sử dụng để thờ thần Shiva, và người ta tin rằng nữ thần Lakshmi sống trong cây gỗ đàn hương. Gỗ của cây được làm thành bột nhão bằng bột gỗ đàn hương, và bột nhão này không thể thiếu trong các nghi lễ và nghi thức, để làm đồ dùng tôn giáo, trang trí các biểu tượng của các vị thần và làm dịu tâm trí trong lúc thiền định và cầu nguyện. Nó cũng được phát cho các tín đồ, những người bôi nó vào trán hoặc cổ và ngực của họ. Chuẩn bị dán là một nhiệm vụ chỉ phù hợp cho người thanh khiết, vì vậy được giao phó trong các đền thờ và trong các nghi lễ chỉ dành cho các linh mục.
Dán được chuẩn bị bằng cách mài gỗ bằng tay trên các tấm đá granit hình cho mục đích. Với việc bổ sung chậm nước, một dán dày kết quả (gọi là kalabham "കളഭം" trong Malayalam ngôn ngữ và gandha ಗಂಧ ở Kannada), được trộn lẫn với nghệ tây hoặc các sắc tố khác như để làm cho chandanam. Chandanam, trộn thêm với các loại thảo mộc, nước hoa, sắc tố và một số hợp chất khác, dẫn đến javadhu. Kalabham, chandanam và javadhu được sấy khô và sử dụng như bột kalabham, bột chandanam và bột javadhu, tương ứng. Bột Chandanam rất phổ biến ở Ấn Độ và cũng được sử dụng ở Nepal. Ở Tirupati sau tonure tôn giáo, bột gỗ đàn hương được áp dụng để bảo vệ da. Trong Ấn Độ giáo và Ayurveda, gỗ đàn hương được cho là mang một người đến gần với thần thánh. Do đó, nó là một trong những yếu tố linh thiêng được sử dụng nhiều nhất trong các xã hội Hindu và Vệ Đà.

### Kì na giáo

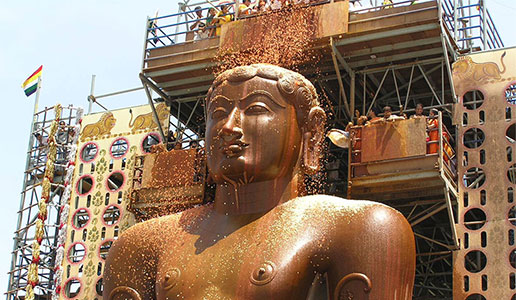
Mahamastakabhisheka tại Shravanabelagola

Sử dụng gỗ đàn hương là một phần không thể thiếu trong các hoạt động hàng ngày của đạo Jain. Bột gỗ đàn hương trộn với nghệ tây được sử dụng để thờ các vị thần Jain tirthankar. Bột gỗ đàn hương được tắm như là phước lành của các tu sĩ và nữ tu Jain (sadhus và sadhvis) cho các đệ tử và tín đồ của họ. Vòng hoa gỗ đàn hương được sử dụng để mặc cơ thể trong các nghi lễ hỏa táng Jain. Trong lễ hội Mahamastakabhisheka được tổ chức một lần trong mỗi 12 năm, bức tượng của Gommateshwara sau đó được tắm và xức dầu với libations như sữa, nước mía, và nghệ tây dán, và rắc bột của gỗ đàn hương, bột nghệ, và son.

### Phật giáo
Gỗ đàn hương được đề cập trong nhiều kinh điển của Canon Pāli. Trong một số truyền thống Phật giáo, gỗ đàn hương được coi là thuộc nhóm padma (hoa sen) và được quy cho Phật A Di Đà. Mùi hương gỗ đàn hương được một số người tin tưởng để biến đổi ham muốn của một người và duy trì sự tỉnh táo của một người trong khi thiền định. Nó cũng là một trong những mùi hương phổ biến nhất được sử dụng khi dâng hương cho Đức Phật và đạo sư.

### Sufism
Theo truyền thống của người Sufi, bột gỗ đàn hương được các môn đệ áp dụng trên mộ sufi, như một dấu ấn của sự sùng kính. Nó được thực hành đặc biệt trong số các đệ tử Tiểu lục địa Ấn Độ. Trong văn hóa Tamil không phân biệt bản sắc tôn giáo, bột gỗ đàn hương hoặc bột được áp dụng cho các ngôi mộ của Sufi như một dấu ấn của sự tôn sùng và tôn trọng.

### Tôn giáo Trung Quốc, Hàn Quốc và Nhật Bản
Gỗ đàn hương, cùng với trầm hương, là nguyên liệu được sử dụng phổ biến nhất bởi người Trung Quốc và Nhật Bản trong thờ cúng và các nghi lễ khác nhau. Tuy nhiên, một số giáo phái của Đạo giáo, theo Cẩm nang Đạo giáo thời nhà Minh, không sử dụng gỗ đàn hương (cũng như nhựa benzoin, trầm hương, sản xuất từ nước ngoài) và thay vào đó là sử dụng trầm hương, hoặc tốt hơn là Acronychia pedunculata, trong thờ cúng. Trong Shamanism Hàn Quốc, gỗ đàn hương được coi là Cây sự sống.

### Zoroastrianism
Người Hỏa giáo cung cấp cành cây gỗ đàn hương cho afarganyu, chiếc bình trong đó ngọn lửa được giữ ở đền lửa (được gọi là agiyari ở Gujarati và dar-e mehr trong tiếng Ba Tư), để giữ lửa trong lễ nghi tôn giáo. Sau khi các linh mục cứu hỏa hoàn thành nghi lễ, những người tham dự được phép đến afarganyu và đặt những miếng gỗ đàn hương của riêng họ vào lửa. Lửa là một biểu tượng thiêng liêng trong tôn giáo Zoroastrian từ thời cổ đại và nó được coi là rất quan trọng để giữ cho ngọn lửa trong các ngôi đền liên tục cháy. Do độ nhạy cao với lửa, gỗ đàn hương hoạt động rất tốt cho việc này. Ngoài ra, gỗ đã được Yasna và Yashts chấp nhận làm nhiên liệu thích hợp cho lửa. Nó được cung cấp cho tất cả ba cấp lửa trong đền thờ lửa, bao gồm cả Atash Dadgahs. Gỗ đàn hương không được cung cấp cho divo, một loại đèn nhỏ hơn được giữ trong nhà của Zoroastrians. Thông thường, tiền được cung cấp cho mobad (cho các chi tiêu tôn giáo) cùng với gỗ đàn hương. Gỗ đàn hương được gọi là sukhad trong cộng đồng Zoroastrian. Gỗ đàn hương trong đền lửa thường đắt hơn để mua hơn ở cửa hàng Zoroastrian. Nó thường là một nguồn thu nhập cho ngôi đền lửa.